# August Schaffer
August Schaffer (Viena, 3 de julho de 1905 — data de morte desconhecida) foi um ciclista austríaco de ciclismo de pista. Competiu na prova tandem nos Jogos Olímpicos de Verão de 1928 em Amsterdã, terminando na quinta posição.